# Ліберій
Папа Ліберій (лат. Liberius; 24 вересня 366) — тридцять шостий папа Римський з 17 травня 352 по 24 вересня 366 та згідно з Catalogus Liberianus змінив Юлія I.
Ліберій народився у Римі. Його понтифікат був відзначений впертою боротьбою з аріанством, під час якої римський імператор Констанцій II вигнав Ліберія з Риму за відмову підписати рішення Міланського собору 355 року, що засуджували Афанасія Великого. Замість нього було вибрано Фелікса II (антипапу). Пізніше Констанцій II повернув Ліберія до Риму.
При Ліберії був складений перший реєстр римських єпископів і офіційний список християнських мучеників — Каталог папи Ліберія. У 352 році була побудована Базиліка Санта Марія Маджоре. Згідно з легендою папі Ліберії влітку приснився сон, в якому Богоматір наказала спорудити цю споруду там де вранці буде лежати сніг.
Перший папа Римський, який не був канонізований Римом, а лише православним Сходом.